# Gunung Cirong Cirong
Gunung Cirong Cirong är ett berg i Indonesien.   Det ligger i provinsen Aceh, i den västra delen av landet, 1 700 km nordväst om huvudstaden Jakarta. Toppen på Gunung Cirong Cirong är 1 352 meter över havet.
Terrängen runt Gunung Cirong Cirong är huvudsakligen kuperad, men norrut är den bergig.Runt Gunung Cirong Cirong är det mycket glesbefolkat, med 4 invånare per kvadratkilometer. I omgivningarna runt Gunung Cirong Cirong växer i huvudsak städsegrön lövskog.